# 구면 조화 함수

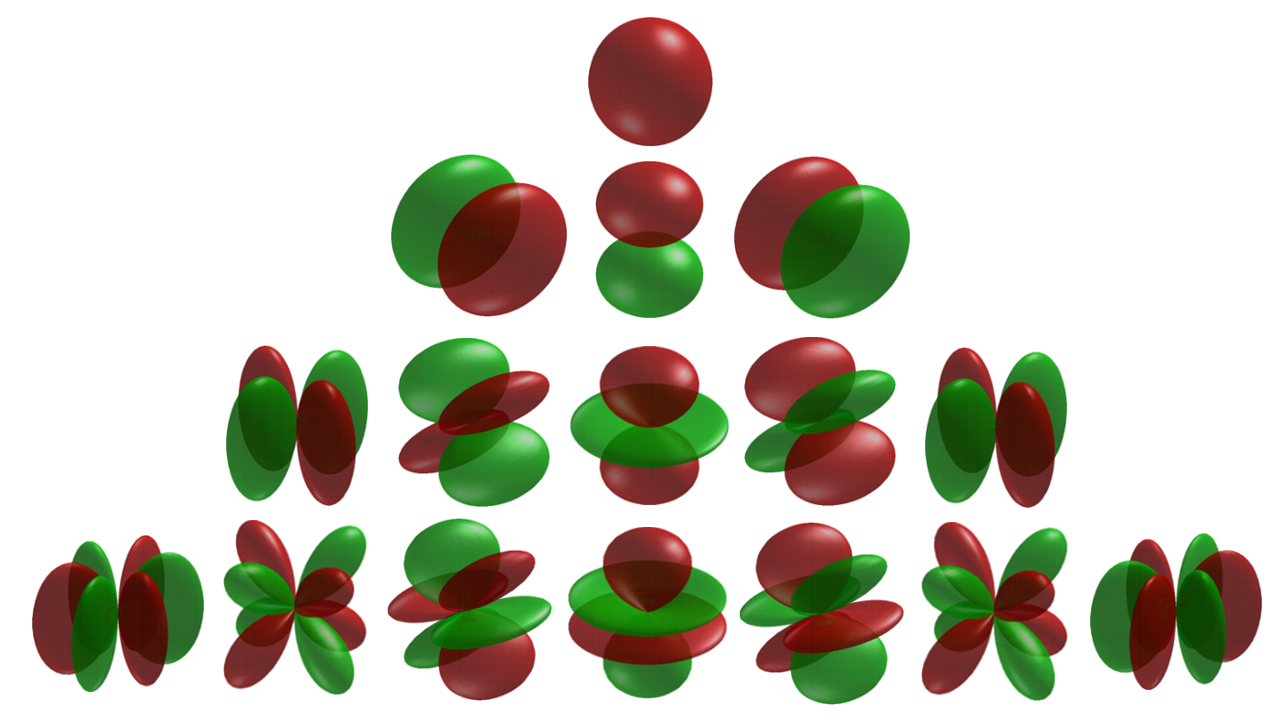
구면 조화 함수의 모양. 녹색은 함수가 양인 구역, 적색은 함수가 음인 구역을 나타낸다.

수학과 물리학에서 구면 조화 함수(球面調和函數, 영어: spherical harmonics)는 구면에서 라플라스 방정식의 해의 정규 직교 기저다. 전자기학과 양자역학 등에서 구면 대칭인 계를 다룰 때 쓰인다. 기호는 {\displaystyle Y_{l}^{m}}이다.

## 정의
구면 좌표계 {\displaystyle (r,\theta ,\phi )}에서 라플라스 방정식은 다음과 같다.
{\displaystyle \nabla ^{2}f={1 \over r^{2}}{\partial  \over \partial r}\left(r^{2}{\partial f \over \partial r}\right)+{1 \over r^{2}\sin \theta }{\partial  \over \partial \theta }\left(\sin \theta {\partial f \over \partial \theta }\right)+{1 \over r^{2}\sin ^{2}\theta }{\partial ^{2}f \over \partial \varphi ^{2}}=0},
변수분리법을 써, 함수 f가 다음과 같이 표현된다고 가정하자.
{\displaystyle f(r,\theta ,\phi )=R(r)\Theta (\theta )\Phi (\varphi )}.
그렇다면 라플라스 방정식은 다음과 같다.
{\displaystyle {\Phi (\varphi ) \over \sin \theta }{d \over d\theta }\left(\sin \theta {d\Theta  \over d\theta }\right)+{\Theta (\theta ) \over \sin ^{2}\theta }{d^{2}\Phi  \over d\varphi ^{2}}+l(l+1)\Theta (\theta )\Phi (\varphi )=0.}
이는 다음과 같이 분리된다.
{\displaystyle {\frac {1}{\Phi (\varphi )}}{\frac {d^{2}\Phi (\varphi )}{d\varphi ^{2}}}=-m^{2}}
{\displaystyle l(l+1)\sin ^{2}(\theta )+{\frac {\sin(\theta )}{\Theta (\theta )}}{\frac {d}{d\theta }}\left[\sin(\theta ){\frac {d\Theta }{d\theta }}\right]=m^{2}}
이에 따라 어떤 {\displaystyle m} 과 {\displaystyle l}에 대한 위 두 식을 얻는다.
따라서 각의 부분의 해는 다음과 같이 두 방정식의 해의 곱으로 표현된다.
{\displaystyle Y_{\ell }^{m}(\theta ,\varphi )=N\exp(im\varphi )P_{l}^{m}(\cos {\theta }),}
이들 함수 {\displaystyle Y_{l}^{m}}를 구면 조화 함수라 부른다. 함수가 연속적이므로, {\displaystyle l}은 음이 아닌 정수이고, {\displaystyle m}은 {\displaystyle -l\leq m\leq l}을 만족하는 정수다. 여기서 {\displaystyle P_{\ell }^{m}} 은 르장드르 연관 함수이고, {\displaystyle N} 은 정규화 상수다. {\displaystyle N}은 임의적이나, 대개 편의상 {\displaystyle \int _{4\pi }d\Omega \;|Y_{l}^{m}|^{2}=1}이 되게 다음과 같이 정의한다.
{\displaystyle N={\sqrt {\frac {(2l+1)(l-m)!}{4\pi (l+m)!}}}}.
보다 일반적으로, {\displaystyle n}차원의 유클리드 공간의 구면 좌표계 {\displaystyle (r,\theta ,\phi _{1},\dotsc ,\phi _{n-2})}에 대하여 위와 같은 라플라스 방정식을 정의할 수 있다. 이에 따라서 구면 조화 함수
{\displaystyle Y_{l}^{m_{1},m_{2},\dotsc ,m_{n-2}}(\theta ,\phi _{1},\dotsc ,\phi _{n-2})}
를 얻는다. 이 경우
{\displaystyle l\geq m_{1}\geq m_{2}\geq \dotsb \geq m_{n-3}\geq |m_{n-2}|}
이며,
{\displaystyle \left(l(l+n-2)+\Delta _{\mathbb {S} ^{n-1}}\right)Y_{l}^{m_{1},\dotsc ,m_{n-2}}=0}
이다.

### 유클리드 공간 조화 다항식을 통한 유도
구면 조화 함수는 다른 방법으로 유도할 수 있다.
유클리드 공간 {\displaystyle \mathbb {R} ^{n}} 위의 다항식 함수 가운데, 조화 함수인 것들을 생각하자.
{\displaystyle A=\left\{p\in \mathbb {R} [x_{1},\dotsc ,x_{n}]\colon \sum _{i=1}^{n}{\frac {\partial ^{2}p}{\partial x_{i}^{2}}}=0\right\}}
이는 물론 동차 다항식의 차수에 따라서 실수 등급 벡터 공간을 이룬다.
{\displaystyle A=\bigoplus _{l=0}^{\infty }A_{l}}
{\displaystyle \forall p\in A_{l}\colon \deg p=l}
이를 {\displaystyle n-1}차원 초구
{\displaystyle \mathbb {S} ^{n-1}=\left\{(x_{1},\dotsc ,x_{n})\in \mathbb {R} ^{n}\colon \sum _{i=1}^{n}x_{i}^{2}=1\right\}}
위에 제한할 수 있다.
{\displaystyle P=\bigoplus _{l=0}^{\infty }P_{l}=\{p\upharpoonright \mathbb {S} ^{n-1}\colon p\in A\}}
{\displaystyle P_{l}=\{p\upharpoonright \mathbb {S} ^{n-1}\colon p\in A_{l}\}}
그렇다면
{\displaystyle \Delta _{\mathbb {S} ^{n-1}}f=-\nabla _{\mathbb {S} ^{n-1}}^{2}f=l(l+n-2)f\qquad \forall f\in P_{l}}
이 된다. 그렇다면, 구면 조화 함수 {\displaystyle Y_{l,m_{1},\dotsc ,m_{n-2}}}들은 {\displaystyle P_{l}}의 정규 직교 기저를 이룬다.
{\displaystyle A_{l}}의 원소
{\displaystyle p(x_{1},\dotsc ,x_{n})=\sum _{i_{1}=1}^{n}\dotso \sum _{i_{l}=1}^{n}p_{i_{1}\dotso i_{l}}x_{i_{1}}\dotsm x_{i_{l}}}
에 대하여, {\displaystyle p}가 조화 함수일 조건은 텐서 {\displaystyle p_{i_{1}\dotso i_{l}}}이 대칭이며 완전 무(無)대각합인 것이다. 즉, 이는 {\displaystyle \operatorname {SO} (n)}의 완전 무대각합 대칭 {\displaystyle l}차 텐서 표현에 대응한다. 이는 {\displaystyle l}개의 상자로 구성된 하나의 행만을 갖는 영 타블로에 해당한다.
- SO(3)의 경우, 표현은 정수 스핀으로 분류되며, 이 경우 {\displaystyle l}은 이 스핀에 해당한다.
- SO(4)의 경우, 표현은 두 개의 정수 또는 두 개의 반(半)정수 스핀 {\displaystyle (j_{L},j_{R})}으로 분류되며, 이 경우 완전 무대각합 대칭 {\displaystyle l}차 텐서 표현은 스핀 {\displaystyle (l/2,l/2)}에 해당한다.

## 성질

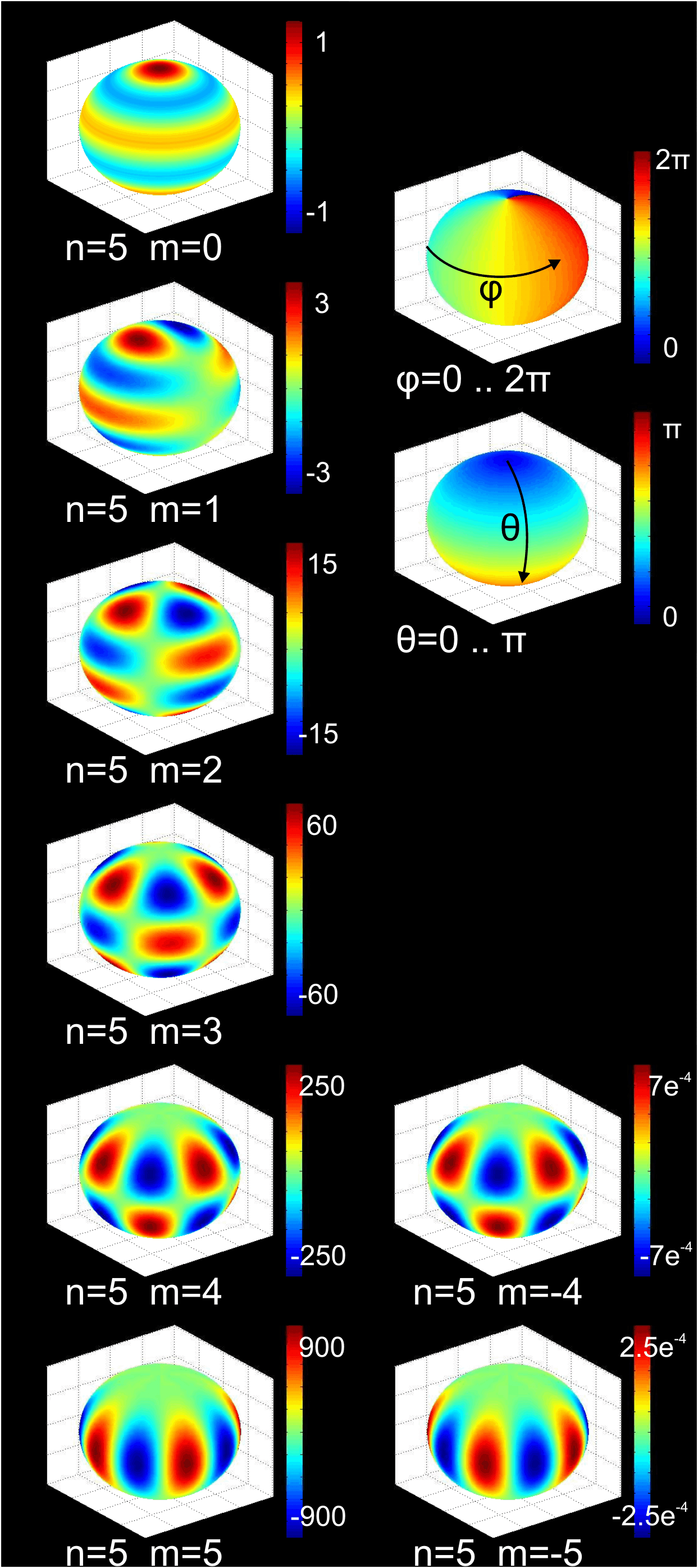
구면 조화 함수의 그래프. 기하학적인 무늬를 보인다.

{\displaystyle n=3}일 때, 정의에 따라, 음의 {\displaystyle m} 값은 양의 {\displaystyle m}값과 다음과 같은 관계를 가진다.
{\displaystyle Y_{l}^{-m}=(-1)^{m}(Y_{l}^{m})^{*}}.
(다만, 이 식은 정규화 상수를 다르게 잡을 경우 달라질 수 있다.)

### 정규 직교성
단위 초구는 유클리드 공간의 부분 다양체이다. 이에 따라 초구는 리만 다양체를 이루며, 이에 따라 부피 형식 및 르베그 공간
{\displaystyle \operatorname {L} ^{2}(\mathbb {S} ^{n-1};\mathbb {C} )}
을 정의할 수 있다. 이는 분해 가능 무한 차원 복소수 힐베르트 공간이다({\displaystyle n\geq 2}). 그렇다면, {\displaystyle Y_{l}^{m_{1},\dotsc ,m_{n-2}}}는 그 위의 정규 직교 기저를 이룬다.
{\displaystyle \int _{\mathbb {S} ^{n-1}}{\bar {Y}}_{l}^{m_{1},\dotsc ,m_{n-2}}Y_{l'}^{m'_{1},\dotsc ,m'_{n-2}}=\delta _{ll'}\delta _{m_{1}m_{1}'}\dotsm \delta _{m_{n-2}m'_{n-2}}}

### 라플라스-벨트라미 연산자
단위 초구는 유클리드 공간의 부분 다양체이다. 이에 따라 초구는 리만 다양체를 이루며, 그 위의 매끄러운 함수에 대하여 라플라스-벨트라미 연산자
{\displaystyle \Delta _{\mathbb {S} ^{n-1}}=-\nabla _{\mathbb {S} ^{n-1}}^{2}}
를 정의할 수 있다.
{\displaystyle n}차원 구면 조화 함수는 라플라스-벨트라미 연산자의 고유 함수이며, 그 고윳값은 {\displaystyle l(l+n-2)}이다.
{\displaystyle \Delta Y_{l}^{m_{1},\dotsc ,m_{n-2}}(\theta ,\varphi )=l(l+n-2)Y_{l}^{m_{1},\dotsc ,m_{n-2}}(\theta ,\varphi _{1},\dotsc ,\varphi _{n-2})/r^{2}}

### 운죌트 정리
구면 조화 함수는 다음 항등식을 따르며, 이를 운죌트 정리(영어: Unsöld’s theorem)라고 한다.
{\displaystyle \sum _{m=-l}^{l}\left|Y_{l}^{m}(\theta ,\phi )\right|^{2}={2l+1 \over 4\pi }}
즉, 아래지표 l이 같은 구면 조화 함수를 절댓값을 취한 후 제곱해 {\displaystyle -l}부터 {\displaystyle l}까지 더하면 상수를 얻는다.

## 응용
구면 조화 함수의 매개변수 {\displaystyle l}과 {\displaystyle m}을 이렇게 부르는 까닭은 양자역학에서 이 함수를 구형 대칭의 파동 함수로 해석하면 {\displaystyle l}과 {\displaystyle m} 궤도 각운동량 양자수에 해당하기 때문이다. 양자역학에서 궤도 각운동량(orbital angular momentum) 연산자는 다음과 같다.
{\displaystyle \mathbf {L} =\mathbf {r} \times \mathbf {p} =-i\hbar \mathbf {r} \times \mathbf {\nabla } }.
따라서 그 제곱은 다음과 같다.
{\displaystyle \mathbf {L} ^{2}=-\hbar ^{2}\left({\frac {1}{\sin \theta }}{\frac {\partial }{\partial \theta }}\sin \theta {\frac {\partial }{\partial \theta }}+{\frac {1}{\sin ^{2}\theta }}{\frac {\partial ^{2}}{\partial \varphi ^{2}}}\right)}.
또한, 궤도 각운동량의 {\displaystyle z}성분은 다음과 같다.
{\displaystyle L_{z}={\hat {\mathbf {z} }}\cdot \mathbf {L} =-i\hbar {\frac {\partial }{\partial \varphi }}}.
따라서, 구면 조화 함수 {\displaystyle Y_{l}^{m}}은 {\displaystyle \mathbf {L} ^{2}}와 {\displaystyle L_{z}}의 고유함수이며, 그 고윳값은 다음과 같다.
{\displaystyle \mathbf {L} ^{2}Y_{l}^{m}=l(l+1)\hbar ^{2}Y_{l}^{m}}
{\displaystyle L_{z}Y_{l}^{m}=m\hbar Y_{l}^{m}}.

### 확률 밀도
구면 대칭 파동 함수
{\displaystyle \psi _{nlm}(r,\theta ,\phi )=R_{nl}(r)Y_{l}^{m}(\theta ,\phi )}
의 확률 밀도 함수는 다음과 같다.
{\displaystyle P(r,\theta ,\phi )=|\psi _{nlm}(r,\theta ,\phi )|^{2}=|R_{nl}(r)|^{2}|Y_{l}^{m}(\theta ,\phi )|^{2}}
에너지의 경우 l과 m에 전혀 무관하고 오로지 n에만 관련이 있는 값으로 나온다. 따라서 n은 같고 l과 m이 다른 상태들은 모두 축퇴되어 있다. 따라서, 같은 에너지를 같는 상태에서 확률 밀도를 구하면, 다음과 같다.
{\displaystyle P(r,\theta ,\phi )dV=|\sum _{l,m}\psi _{nlm}(r,\theta ,\phi )|^{2}dV=\sum _{l}|R_{nl}(r)|^{2}\sum _{m=-l}^{l}|Y_{l}^{m}(\theta ,\phi )|^{2}dV=\sum _{l}C_{l}|R_{nl}(r)|^{2}dV}
여기서 C_l는 상수이며, 적분시 0이 되는 수직인 항들은 전부 무시하였다. 즉, 운죌트 정리에 따라서, 확률 밀도는 구면 대칭을 따른다.

## 예
낮은 차수의 구면 조화 함수는 다음과 같다. 여기서는 입자 데이터 그룹(영어: Particle Data Group) 관례를 따랐다. (음수 {\displaystyle m}의 경우는 위의 식을 통해 양의 {\displaystyle m}으로부터 계산할 수 있다.)
{\displaystyle Y_{0}^{0}(\theta ,\varphi )={\frac {1}{2}}{\sqrt {1 \over \pi }}}
{\displaystyle Y_{1}^{0}(\theta ,\varphi )={\frac {1}{2}}{\sqrt {3 \over \pi }}\cos \theta }
{\displaystyle Y_{1}^{1}(\theta ,\varphi )=-{\frac {1}{2}}{\sqrt {3 \over 2\pi }}\sin \theta \exp(i\varphi )}
{\displaystyle Y_{2}^{0}(\theta ,\varphi )={\frac {1}{4}}{\sqrt {5 \over \pi }}(3\cos ^{2}\theta -1)}
{\displaystyle Y_{2}^{1}(\theta ,\varphi )=-{\frac {1}{2}}{\sqrt {15 \over 2\pi }}\sin \theta \cos \theta \exp(i\varphi )}
{\displaystyle Y_{2}^{2}(\theta ,\varphi )={\frac {1}{4}}{\sqrt {15 \over 2\pi }}\sin ^{2}\theta \exp(2i\varphi )}
{\displaystyle Y_{3}^{0}(\theta ,\varphi )={\frac {1}{4}}{\sqrt {7 \over \pi }}(5\cos ^{3}\theta -3\cos \theta )}
{\displaystyle Y_{3}^{1}(\theta ,\varphi )=-{\frac {1}{8}}{\sqrt {21 \over \pi }}\sin \theta (5\cos ^{2}\theta -1)\exp(i\varphi )}
{\displaystyle Y_{3}^{2}(\theta ,\varphi )={\frac {1}{4}}{\sqrt {105 \over 2\pi }}\sin ^{2}\theta \cos \theta \exp(2i\varphi )}
{\displaystyle Y_{3}^{3}(\theta ,\varphi )=-{\frac {1}{8}}{\sqrt {35 \over \pi }}\sin ^{3}\theta \exp(3i\varphi )}

### 2차원 구면 조화 함수
1차원 구는 원이며, 이 경우 구면 조화 함수는 단순히 삼각 함수이다.
{\displaystyle Y_{m}(\theta )={\frac {1}{\sqrt {2\pi }}}\exp(\mathrm {i} m\theta )}
이 경우
{\displaystyle \Delta _{\mathbb {S} ^{1}}Y_{m}=-m^{2}Y_{m}}
{\displaystyle \int _{0}^{2\pi }Y_{m}^{*}(\theta )Y_{m'}(\theta )\mathrm {d} \theta =\delta _{ij}}
가 된다.
2차원 유클리드 공간의 조화 다항식은
{\displaystyle 1}
{\displaystyle x,y}
{\displaystyle x^{2}-y^{2},xy}
등이 있는데, 이들을 원에 제한하고 {\displaystyle y/x=\tan \theta }로 놓으면
{\displaystyle 1}
{\displaystyle \sin \theta ,\cos \theta }
{\displaystyle -2\cos(2\theta ),\sin ^{2}\theta -\cos ^{2}\theta ,{\frac {1}{2}}\sin 2\theta }
를 얻는다. 즉, 각 {\displaystyle l=|m|}에 대하여 이들은 {\displaystyle Y_{m}}과 같은 2차원 함수 공간을 정의한다.

## 역사
운죌트 정리는 독일의 천체물리학자 알브레히트 오토 요하네스 운죌트(독일어: Albrecht Otto Johannes Unsöld, 1905~1995)가 제시하였다.

## 같이 보기
- 르장드르 연관 함수
- 극좌표계
- 구면좌표계
- 부분파 방법